# Porcellium fiumanum
Porcellium fiumanum är en kräftdjursart som först beskrevs av Karl Wilhelm Verhoeff1918.  Porcellium fiumanum ingår i släktet Porcellium och familjen Trachelipodidae.

## Underarter
Arten delas in i följande underarter:
- P. f. fiumanum
- P. f. salisburgense